# به‌دنبال لیزی استری
به‌دنبال لیزی اَسترِی (انگلیسی: Leading Lizzie Astray) یک فیلم کوتاه کمدی به کارگردانی و بازیگری راسکو آرباکل است که در سال ۱۹۱۴ منتشر شد.

## گزیدهٔ بازیگران
- راسکو آرباکل
- مینتا دارفی
- مک سوین
- ادگار کندی
- فیلیس آلن
- چارلی چیس
- اَل سنت جان
- اسلیم سامرویل
- لئو وایت
- جس دندی
- فرانک هیز